# Masaharu Suzuki
Masaharu Suzuki (jap. 鈴木 正治, Suzuki Masaharu; * 3. August 1970 in Yaizu, Präfektur Shizuoka) ist ein ehemaliger japanischer Fußballspieler.

## Nationalmannschaft
1995 debütierte Suzuki für die japanische Fußballnationalmannschaft. Suzuki bestritt zwei Länderspiele.

## Errungene Titel
- Japan Soccer League / J. League: 1989/90, 1995
- Kaiserpokal: 1989, 1991, 1992

## Persönliche Auszeichnungen
- J. League Best Eleven: 1995